# Mauro Formica
Mauro Abel Formica (* 4. April 1988 in Rosario) ist ein argentinischer ehemaliger Fußballspieler, dessen Position im offensiven Mittelfeld war.

## Karriere

### Newell’s Old Boys
Formica wurde in der Jugendakademie des argentinischen Erstligisten Newell’s Old Boys ausgebildet. Im Jahre 2006 unterschrieb er dort seinen ersten Profivertrag und absolvierte innerhalb von fünf Jahren 84 Spiele und erzielte dabei 20 Tore.

### Blackburn Rovers
Durch seine Leistungen in Argentinien empfahl sich Formica schließlich für einen europäischen Klub. Am 31. Januar 2011, dem letzten Tag der Transferperiode, unterschrieb der Argentinier einen Vertrag bis Sommer 2014 beim englischen Erstligisten Blackburn Rovers.
Sein Debüt gab er direkt am ersten Spieltag der Saison 2011/12 im Spiel gegen die Wolverhampton Wanderers, wo er auch direkt sein erstes Pflichtspieltor zur 1:2–Niederlage beisteuerte.

### US Palermo
Im Januar 2013 gab der Serie-A-Klub US Palermo die Verpflichtung Formicas auf Leihbasis bis zum Ende der Saison 2012/13 bekannt. Zudem besteht am Ende der Leihe eine Kaufoption.

### Nationalmannschaft
Nachdem er sporadisch in der U17-Nationalmannschaft Argentiniens eingesetzt worden war, gab er am 5. Juni 2011 sein A-Länderspiel-Debüt beim 1:2 gegen Polen.

## Persönliches
Mauro Formica hat einen älteren Bruder, Lautaro Formica, der ebenfalls Fußballprofi ist und unter anderem auch bei den Newell’s Old Boys spielte. Sein Spitzname aus der Zeit in Argentinien lautet El Gato (dt.: die Katze).